# Кеннеди, Уолтер
Джей Уолтер Кеннеди (англ. J. Walter Kennedy, 8 июня 1912 — 26 июня 1977) — комиссионер Национальной баскетбольной ассоциации с 1963 по 1975 год. Его иногда ошибочно именуют как Уолтер Джей Кеннеди (англ. Walter J. Kennedy).

## Биография
Джеймс Уолтер Кеннеди родился в Стамфорде, Коннектикут. Его родители Лотти и Майкл Кеннеди (Lottie и Michael Kennedy). В детстве переболел полиомиелитом, который привёл к инвалидности и не позволил ему заниматься спортом. Однако это не помешало ему стать большим фанатом спорта и посвятить всю жизнь и карьеру спорту и в 1963 году стать комиссионером НБА. До этого он работал тренером в средней школе, представителем по связям с общественностью, занимался политикой. В конце 1930-х годов Кеннеди успешно тренировал команды и был избран спортивным директором St. Basil’s Preparatory School в Стамфорде.
В 1940 году он женился на Мэрион МакРедмонд. Позже у них родилось трое детей: Дэвид, Роберт и Кэтлин.
В 1940 годах он вернулся в свой родной университет Нотр-Дам, где стал директором по спорту. Позже он перешёл в Баскетбольную ассоциацию Америки как директор по связям с общественностью. Его переход совпал со временем слияния БАА с Национальной баскетбольной лигой в Национальную баскетбольную ассоциацию.
В 1950-х годах Кеннеди вместе с «Гарлем Глобтроттерс» разъезжал по миру в рамках турне в качестве руководителя отдела рекламы. В 1959 году вернулся в Стамфорд, где был избран мэром города. В 1963 году был выбран президентом НБА. Спортивный комплекс в Вестхилской средней школе в Стамфорде назван в его честь — «Спортивный комплекс имени Джей Уолтер Кеннеди» (англ. The J. Walter Kennedy Sports Complex).

## Президент/комиссионер НБА
Кеннеди быстро утвердил свой авторитет в НБА, после того, как оштрафовал Реда Ауэрбаха на 500 долларов за слишком шумное поведение во время предсезонных игр 1963 года. В то время это был самый большой штраф, когда либо снятый с тренера или игрока. В 1967 году его должность была переименована в «комиссионер».
Кеннеди поддержал первый в истории протест в НБА, который подали «Чикаго Буллз» против «Атланты Хокс» в 1969 году. Эта игра вошла в историю как «the Phantom Buzzer Game».
Во время руководства Кеннеди НБА была расширена до 18 команд, подписаны новые телевизионные контракты, а доходы и посещаемость увеличились в два и три раза соответственно.
Кеннеди организовал ежегодные игры в Спрингфилде, где был основан Зал славы баскетбола, которым управлял 2 года. В 1981 году Кеннеди бы введён в Зал славы баскетбола.

## Смерть
Кеннеди умер вскоре после своего 65-летия в 1977 году от печёночной недостаточности после непродолжительного лечения от рака. На его похороны приехало множество спортсменов и людей связанных со спортом, включая губернатора Коннектикута Эллу Грассо, комиссионера НБА Ларри О’Брайена и Юнис Кеннеди Шрайвер. Кеннеди был похоронен на кладбище святого Иоанна в Стэмфорде.